# Манявська світа
Манявська сві́та — літостратиграфічний підрозділ еоценових відкладів складчастих Карпат.

## Назва
Від річки Манявка у Передкарпатті. Син.:нижньоієрогліфові шари

## Поширення
Північний схил Складчастих Карпат.

## Стратотип
Околиці села Ямна, вздовж русла Прута.

## Літолого-стратиграфічна характеристика
Товща порід манявської світи складена перешаруванням грубошаруватих масивних пісковиків, окременілих алевлітів і аргілітів. Потужність відкладів світи сягає від 120 до 370 м. Товща порід манявської світи згідно залягає на породах ямненської світи і згідно перекривається відкладами вигодської.

## Палеогеографія і умови утворення відкладів менілітової світи
| Система/ Період                                                          | Відділ/ Епоха    | Ярус/ Вік           | Вік (млн років) | Вік (млн років) |
| ------------------------------------------------------------------------ | ---------------- | ------------------- | --------------- | --------------- |
| Неоген, N                                                                | Міоцен, N1       | Аквітанський, N1aqt | молодше         | молодше         |
| Палеоген, Ꝑ                                                              | Олігоцен, Ꝑ3     | Хаттський, Ꝑ3h      | 23,03           | 27,82           |
| Палеоген, Ꝑ                                                              | Олігоцен, Ꝑ3     | Рюпельський, Ꝑ3r    | 27,82           | 33,9            |
| Палеоген, Ꝑ                                                              | Еоцен, Ꝑ2        | Приабонський, Ꝑ2p   | 33,9            | 37,8            |
| Палеоген, Ꝑ                                                              | Еоцен, Ꝑ2        | Бартонський, Ꝑ2b    | 37,8            | 41.2            |
| Палеоген, Ꝑ                                                              | Еоцен, Ꝑ2        | Лютецький, Ꝑ2l      | 41,2            | 47,8            |
| Палеоген, Ꝑ                                                              | Еоцен, Ꝑ2        | Іпрський, Ꝑ2i       | 47,8            | 56,0            |
| Палеоген, Ꝑ                                                              | Палеоцен, Ꝑ1     | Танетський, Ꝑ1t     | 56,0            | 59,2            |
| Палеоген, Ꝑ                                                              | Палеоцен, Ꝑ1     | Зеландський, Ꝑ1z    | 59,2            | 61,6            |
| Палеоген, Ꝑ                                                              | Палеоцен, Ꝑ1     | Данський, Ꝑ1d       | 61,6            | 66,0            |
| Крейда, K                                                                | Верхня/Пізня, K2 | Маастрихтський, K2m | древніше        | древніше        |
| Підрозділи палеогенової системи наведені згідно МКС, станом на 2018 рік. |                  |                     |                 |                 |
| п о р                                                                    |                  |                     |                 |                 |

| Система/ Період                                                        | Відділ/ Епоха  | Ярус/ Вік                | Вік (млн років) | Вік (млн років) |
| ---------------------------------------------------------------------- | -------------- | ------------------------ | --------------- | --------------- |
| Четвертинний, Q                                                        | Плейстоцен, Q1 | Гелазький                | молодше         | молодше         |
| Неоген, N                                                              | Пліоцен, N2    | П'яченцький, N2pla       | 2,58            | 3,60            |
| Неоген, N                                                              | Пліоцен, N2    | Занклійський ярус, N2zan | 3,60            | 5,33            |
| Неоген, N                                                              | Міоцен, N1     | Мессінський, N1mes       | 5,33            | 7,25            |
| Неоген, N                                                              | Міоцен, N1     | Тортон, N1tor            | 7,25            | 11,63           |
| Неоген, N                                                              | Міоцен, N1     | Серравалійський, N1srv   | 11,63           | 13,82           |
| Неоген, N                                                              | Міоцен, N1     | Лангійський, N1lan       | 13,82           | 15,97           |
| Неоген, N                                                              | Міоцен, N1     | Бурдігальський, N1bur    | 15,97           | 20,44           |
| Неоген, N                                                              | Міоцен, N1     | Аквітанський, N1aqt      | 20,44           | 23,03           |
| Палеоген, P                                                            | Олігоцен, Р3   | Хаттський, Р3h           | старіше         | старіше         |
| Підрозділи неогенової системи наведені згідно МКС, станом на 2018 рік. |                |                          |                 |                 |
| п о р                                                                  |                |                          |                 |                 |